# Bodegón con cardo, francolín, uvas y lirios
El Bodegón con cardo, francolín, uvas y lirios de Felipe Ramírez es una muestra «de excepcional calidad», según Alfonso E. Pérez Sánchez, de la permanencia en el tiempo de los modelos creados por Juan Sánchez Cotán, de quien copia tanto la disposición general, ubicando las piezas en el interior de una fresquera o cantarera de la que sólo se dibuja la mitad inferior, como la iluminación tenebrista y la figura del cardo, imitada hasta en sus mínimos detalles del que aparece en el Bodegón de caza, hortalizas y frutas del maestro toledano. La rica copa dorada con los lirios es, sin embargo, ajena a todo lo que de Sánchez Cotán se conoce, aunque hay noticias de que pintó también algunos cuadros con flores perdidos, en tanto los racimos de uvas colgados recuerdan los pintados por Juan Fernández, el Labrador, quien se haría célebre por ellos. La composición se completa con una pieza de caza, un francolín, ave representada también por Sánchez Cotán en alguna ocasión, con un tratamiento más ligero, que contrapone su verticalidad a la curva descrita por el cardo.
El bodegón, pintado al óleo sobre lienzo, está firmado y fechado Philipe Ramírez / fa. 1628, e ingresó en el Museo del Prado de Madrid en 1940, adquirido con fondos del legado del conde de Cartagena. Anteriormente había sido citado por Juan Agustín Ceán Bermúdez, quien pudo verlo en una colección privada madrileña, y reapareció en 1936, al ser incautado durante la guerra civil, cuando pertenecía a la colección Vera en Torrelaguna.
Del autor no se conoce ningún dato biográfico y únicamente existe otra obra firmada por él: un Cristo Varón de Dolores, fechado en 1631, en colección privada de Bélgica, copia casi literal de un lienzo anónimo del siglo XVI conservado en la Catedral de Toledo. Se conserva, además, un dibujo de atribución antigua con la figura de San José en la Biblioteca Nacional de España, y Ceán mencionaba en su poder otro dibujo con tinta parda y albayalde con la representación del Martirio de san Esteban.